# Stàroie Bàievo
Stàroie Bàievo (en rus: Старое Баево) és un poble de la República de Mordòvia, a Rússia, segons el cens del 2010 tenia 82 habitants, pertany al municipi de Kozlovka.